# Ahmad al-Baladuri
Ahmad al-Baladuri, Al-Balazuri, Abu al-Abbas Ahmad bin Yahya bin Gabir al-Baladuri, (zm. 892) – arabski historyk pochodzenia perskiego. Autor uznanych dzieł z gatunku futuh (podboje) i genealogii arabskiej.

## Życiorys
Urodził się w Bagdadzie. Nie jest znana data jego urodzenia. Był Persem z pochodzenia. Pisał dzieła historyczne wyłącznie po arabsku. Ponadto tłumaczył z języka perskiego na arabski. Jego dziadek, Gabir, był sekretarzem ministra finansów w Egipcie za czasów kalifa Haruna ar-Raszida (786–809). Studiował w Damaszku, Hims oraz Antiochii. Działał na dworze kalifów abbasydzkich w Bagdadzie: Al-Mutawakkila (847–861), Al-Musta’ina (862–866), Al-Mu’tazza (866–869).
Był nauczycielem syna ostatniego z wymienionych kalifów. Być może był nadimem, czyli „współbiesiadnikiem władcy”.
Przydomek ‘al-Baladuri’ zyskał z powodu nadmiernego spożycia orzechów bhallaataka (Semecarpus anacardium) mających poprawiać pamięć, które w języku arabskim zwane są ‘al-baladur’. Zbyt duże ilości spożywanych orzechów doprowadziły Ahmada do choroby. Uznano go za obłąkanego i zamknięto w szpitalu, gdzie zmarł w 892.

## Twórczość
Zachowały się dwa dzieła al-Baladuriego. Pierwsze, uznawane za najbardziej reprezentatywny utwór gatunku futuh (podboje), to Księga podbojów krajów (Kitab futuh al-buldan). Stanowi podsumowanie podbojów arabskich uszeregowanych geograficzno-chronologicznie, opis zmian w prawie, ekonomii i cywilizacji podbitych krajów, zawarte w 21 księgach: I Arabia, II Syria, III Górna Mezopotamia, IV Armenia, V Afryka Północna, VI Andaluzja, VII Wyspy Morza Śródziemnego, VIII Nubia, IX Irak i Persja, X Media, XI Media Północna, XII Azerbejdżan, XIII Mosul, XIV Gorgan i Tabaristan, XV Regiony tygrysie, XVI Chuzesan, XVII Fars i Kerman, XVIII Sistan i Kabul, XIX Chorasan, XX Sind, XXI załączniki.
Drugie, Księga genealogii szlachetnie urodzonych (Kitab asnab al-aszraf), to najważniejsze źródło historyczne o wybitnych rodach arabskich.
Zawiera biografię Mahometa i jego następców oraz kalifów z dynastii Umajjadów, anegdoty i cytaty z wierszy dawnych poetów.
W obu pracach al-Baladuri podaje źródła i dokumenty, na które się powoływał. Jako historyk stosował metodę kompilacji opartej na technice isnad, czyli wykorzystania łańcucha przekazicieli, co mogło powodować bezkrytyczne przenoszenie informacji ustnych lub zapisanych przez innych. W przypadku al-Baladuriego nie była to mechaniczna lub naiwna kompilacja. W wielu miejscach wyrażał wątpliwości co do wiarygodności spisanych opowieści i przekazów ustnych.

## Ocena
W opinii Zdzisława Pentka dzieło historyczne al-Baladuriego (...), choć obarczone niedoskonałościami, jest rzetelną relacją z gatunku futuh. Do niedoskonałości polski historyk zalicza przede wszystkim wyolbrzymione liczby pokonanych wojsk, negatywne opinie o przeciwnikach i frazy wypowiadane przez różnych bohaterów. Są to typowe zabiegi propagandowe dziejopisarzy nie tylko arabskich. Nie umniejsza to wartości kompilacji al-Baladuriego, która stawiana jest obok dzieła at-Tabariego jako najlepsze tego typu zestawienie.